# آلاگواس
آلاگواس (به پرتغالی: Alagoas) یکی از ۲۷ ایالت‌های برزیل است که در شمال شرقی این کشور قرار دارد.

## جغرافیا

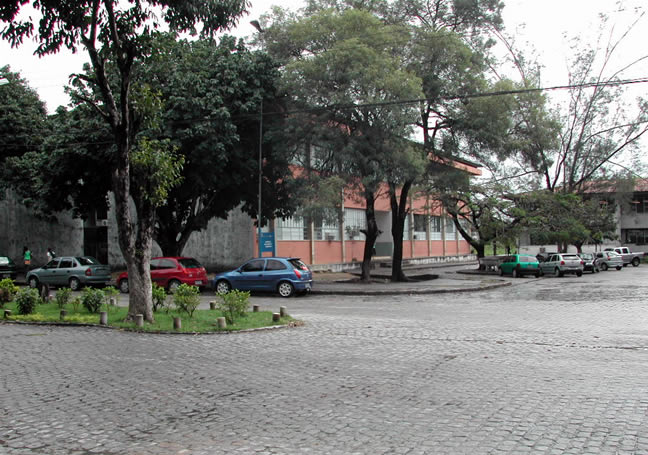
دانشگاه آلاگواس در ماسایو

آلاگواس بین ایالت‌های پرنامبوکو و سرژیپه قرار دارد. مرکز ایالت آلاگواس شهر ماسایو است. این ایالت با نشان اختصاری (AL) شناخته می‌شود. آلاگواس ۲۷٬۷۶۷٫۶۶۱ کیلومتر مربع مساحت دارد. در سال ۲۰۰۶ جمعیت آن ۳٬۰۵۰٬۶۵۲ نفر تخمین زده شده‌است.

## شهرهای مهم

نقشه ایالت آلاگواس

- Arapiraca
- Coruripe
- Maceió
- Maragogi
- Marechal Deodoro
- Palmeira dos Indios
- Penedo
- Piranhas
- Porto Calvo
- Porto de Pedras
- São Miguel dos Campos
- Santana do Ipanema
- União dos Palmares
- Viçosa